# Ondina Ferreira
Ondina Silveira Ferreira (São Paulo, 15 de febrero de 1909) es una escritora, dramaturga, traductora y profesora brasileña.
Debutó en 1943 con Outros dias virão, trabajo con el que fue considerada dentro de la oleada de escritoras paulistas de importancia de la década de 1940 junto a Maria José Dupré, Lúcia Benedetti, Anésia de Andrade Lourenção y Maria Luísa Cordeiro. Además, fue incluida dentro del grupo de escritoras adscritas a la «nueva literatura brasileña» de la década de 1940, entre las que se encontraban Helena Silveira (1911-1988), Lúcia Benedetti (1914-1998), Elsie Lessa (1914-2000), Lia Correia Dutra (1908-1989), Elisa Lispector (1911-1989) y Alina Paim (1919-2011), entre otras.
Durante su carrera literaria ha recibido varios reconocimientos, entre ellos el Premio Júlia Lopes de Almeida 1954 de la Academia Brasileña de Letras por Mêdo (1953) y el Premio Coelho Neto 1956 por su novela Chão de espinhos (1955).

## Obras
- Outros dias virão (1943).
- Vento de esperança (1947).
- Mêdo (1953).
- Chão de espinhos (1955).
- E éle te dominará (1956).
- Casa de pedra (1958).
- Inquietação (1958).
- Enganoso é o coração (1959).
- E é logo noite (1962).
- Uma só carne: romance. Prêmio "Manuel Antônio de Almeida" 1967 (1969).
- Nem rebeldes, nem fiéis (1970).
- Acordar/renascer (1983).
- Baltasar Lopes da Silva e a música (2006).